# بيل ويلكينسون
بيل ويلكينسون هو لاعب هوكي الجليد كندي، ولد في 22 أبريل 1947 في غودريتش ‏ في كندا.

## وصلات خارجية
- بيل ويلكينسون على موقع EliteProspects.com (الإنجليزية)
- بيل ويلكينسون على موقع HockeyDB.com (الإنجليزية)